# Il cielo di Roma
Il cielo di Roma è un singolo del cantante italiano Aiello, pubblicato il 1º gennaio 2020 come terzo estratto dal primo album in studio Ex voto.

## Video musicale
Il videoclip, diretto da Daniele Barbiero, è stato pubblicato il 16 gennaio 2020 sul canale YouTube del cantante e vede la partecipazione dell'attrice Carolina Di Porto.